# Stanisław Kujda

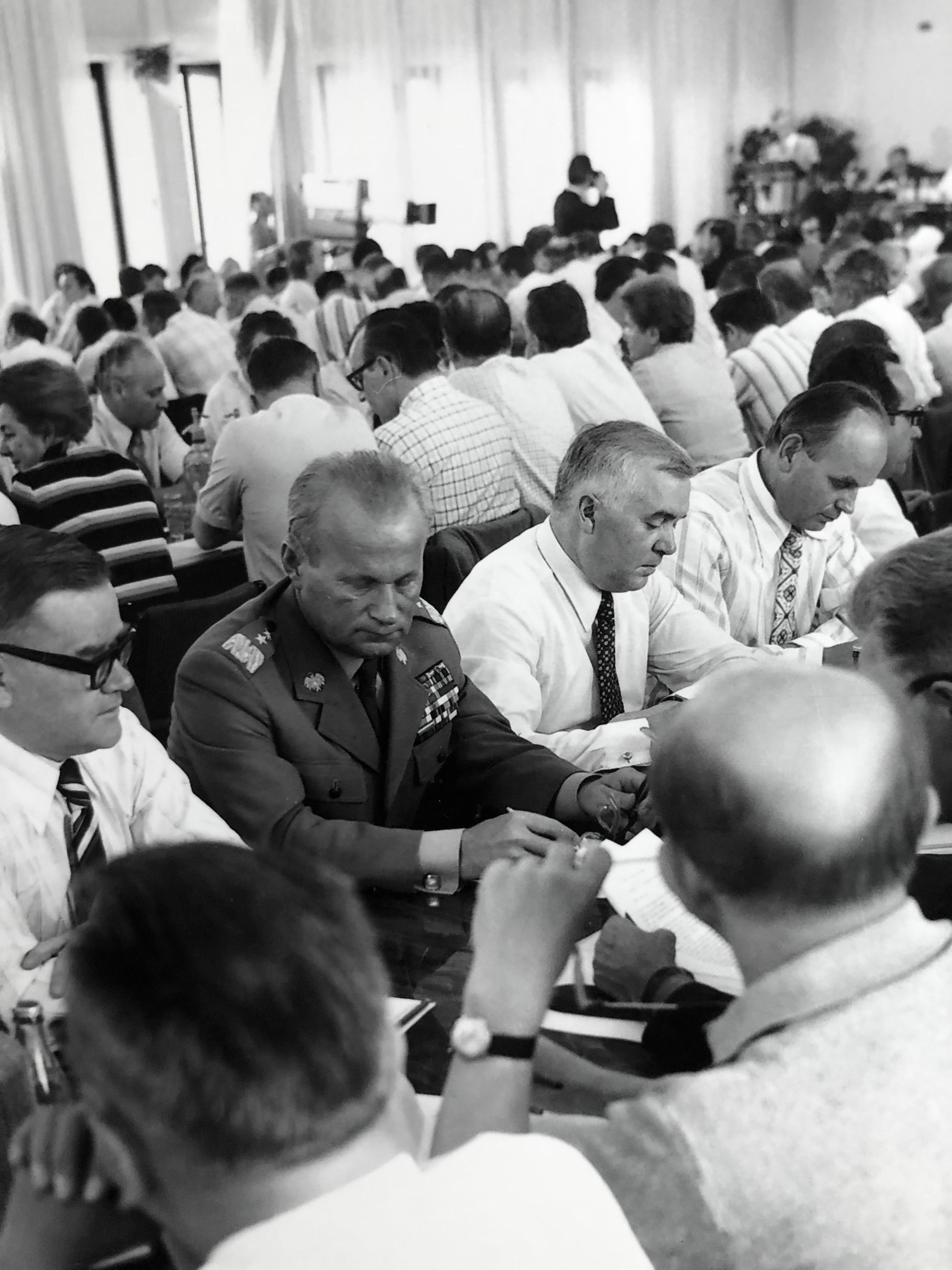
Posiedzenie plenarne Komitetu Centralnego PZPR, Warszawa 1975, od lewej: wiceminister do spraw kombatantów Stanisław Kujda, I zastępca szefa GZP WP gen. Józef Baryła, minister do spraw kombatantów gen. Mieczysław Grudzień, prokurator generalny PRL gen. Lucjan Czubiński

Stanisław Kujda (ur. 28 kwietnia 1915 w Tomaszowie Mazowieckim, zm. 16 lutego 2004) – więzień obozów koncentracyjnych, działacz społeczny i polityczny, aktywista PPR i PZPR, zastępca członka i członek Komitetu Centralnego PZPR (1968–1975), poseł na Sejm PRL V i VI kadencji (1969–1976), sekretarz generalny Zarządu Głównego ZBoWiD, wiceminister do spraw kombatantów (1972–1981), wiceprzewodniczący Rady Ochrony Pamięci Walk i Męczeństwa.

## Życiorys
W II RP działał w Komunistycznym Związku Młodzieży Polski. Od 1945 należał do Polskiej Partii Robotniczej. Od 1946 II sekretarz Komitetu Powiatowego PPR w Opocznie, od 1947 I sekretarz KP PPR w Rawie Mazowieckiej. Po wejściu PPR w skład Polskiej Zjednoczonej Partii Robotniczej pełnił nadal tę funkcję (do 1949). Od 1951 do 1952 był II sekretarzem Komitetu Wojewódzkiego PZPR w Kielcach. W latach 1952–1954 był zastępcą kierownika Wydziału Handlu Wewnętrznego Komitetu Centralnego PZPR. W latach 1954–1957 na równorzędnym stanowisku w Wydziale Handlu i Finansów KC PZPR. Od 1957–1959 zastępca kierownika Wydziału Ekonomicznego KC PZPR.
W 1960 powołany na stanowisko sekretarza egzekutywy KW PZPR w Koszalinie. Pełnił funkcję I sekretarza KW PZPR w Koszalinie od grudnia 1968 do października 1972. W latach 1968–1971 zastępca członka, a w latach 1971–1975 członek Komitetu Centralnego PZPR. Od 1975 do 1980 członek Centralnej Komisji Rewizyjnej PZPR. W latach 1972–1981 wiceminister w Ministerstwie do spraw Kombatantów, w latach 1972–1980 sekretarz generalny Zarządu Głównego Związku Bojowników o Wolność i Demokrację, w latach 1985–1990 członek prezydium Zarządu Głównego ZBoWiD, od 1985 przewodniczący Komisji Odznaczeniowej ZG ZBoWiD, wieloletni członek Rady Naczelnej ZBoWiD. W latach 1972–1988 wiceprzewodniczący, a w latach 1988–1990 członek Rady Ochrony Pamięci Walk i Męczeństwa. 28 listopada 1988 wszedł w skład Honorowego Komitetu Obchodów 40-lecia Kongresu Zjednoczeniowego PPR-PPS – powstania PZPR.
Poseł na Sejm PRLV i VI kadencji w latach 1969–1976 (w V kadencji reprezentował okręg wyborczy Koszalin, a w VI okręg Szczecinek).

## Wybrane odznaczenia
- Order Sztandaru Pracy I klasy
- Order Sztandaru Pracy II klasy (1964)[4]
- Krzyż Komandorski Orderu Odrodzenia Polski
- Krzyż Walecznych
- Krzyż Partyzancki (1970)[5]
- Krzyż Oświęcimski (1985)[6]
- Medal Zwycięstwa i Wolności 1945 (1970)
- Srebrny Medal „Za zasługi dla obronności kraju” (1969)[7]
- Złoty Znak Związku Ochotniczych Straży Pożarnych (1969)[8]
- Medal im. Ludwika Waryńskiego (1986)[9]
- Odznaka honorowa „Za zasługi w rozwoju województwa koszalińskiego” (1970)[10]
- Honorowa Odznaka Miasta Łodzi (1970)[11]
- Medal „Za zasługi dla Pomorskiego Okręgu Wojskowego” (1970)[12]
- Medal jubileuszowy „Trzydziestolecia zwycięstwa w Wielkiej Wojnie Ojczyźnianej 1941–1945” (ZSRR, 1975)[13]
- Medal jubileuszowy „Czterdziestolecia zwycięstwa w Wielkiej Wojnie Ojczyźnianej 1941–1945” (ZSRR, 1985)[14]